# Pardosa benadira
Pardosa benadira este o specie de păianjeni din genul Pardosa, familia Lycosidae, descrisă de Caporiacco, 1940.
Este endemică în Etiopia. Conform Catalogue of Life specia Pardosa benadira nu are subspecii cunoscute.